# Bolinderska palatset
Bolinderska palatset lub Bolinderska huset – budynek położony przy Södra Blasieholmshamnen w Sztokholmie, od 1889 część sztokholmskiego Grand Hôtelu. Został wzniesiony w latach 1874-1877 przez przemysłowca Jeana Bolindera (1813-1899) według projektu Helgo Zettervalla jako luksusowa kamienica czynszowa. Graniczy z głównym budynkiem Grand Hôtelu (z lewej strony) i z budynkiem SAF-borgen (z prawej).
Bolinderska palatset stanowi obecnie część Grand Hôtelu – jego stare, reprezentacyjne piętra zostały urządzone jako sale konferencyjne lub salony. Na jednym z pięter znajdują się sale posiedzeń szwedzkiego automobilklubu Kungliga Automobilklubben (KAK). Na parterze od 14 maja 2007 mieści się restauracja Mathiasa Dahlgrena.

## Architektura
Inspirując się renesansowymi i barokowymi pałacami Wenecji Helgo Zettervall zaprojektował budynek w stylu późnorenesansowym, czterokondygnacyjny z dodatkowym piętrem z attyką. Najbliższe przykłady inspiracji Zettervalla to Ca’ Pesaro i Ca’ Rezzonico, których fasady mają podobny układ loggii.

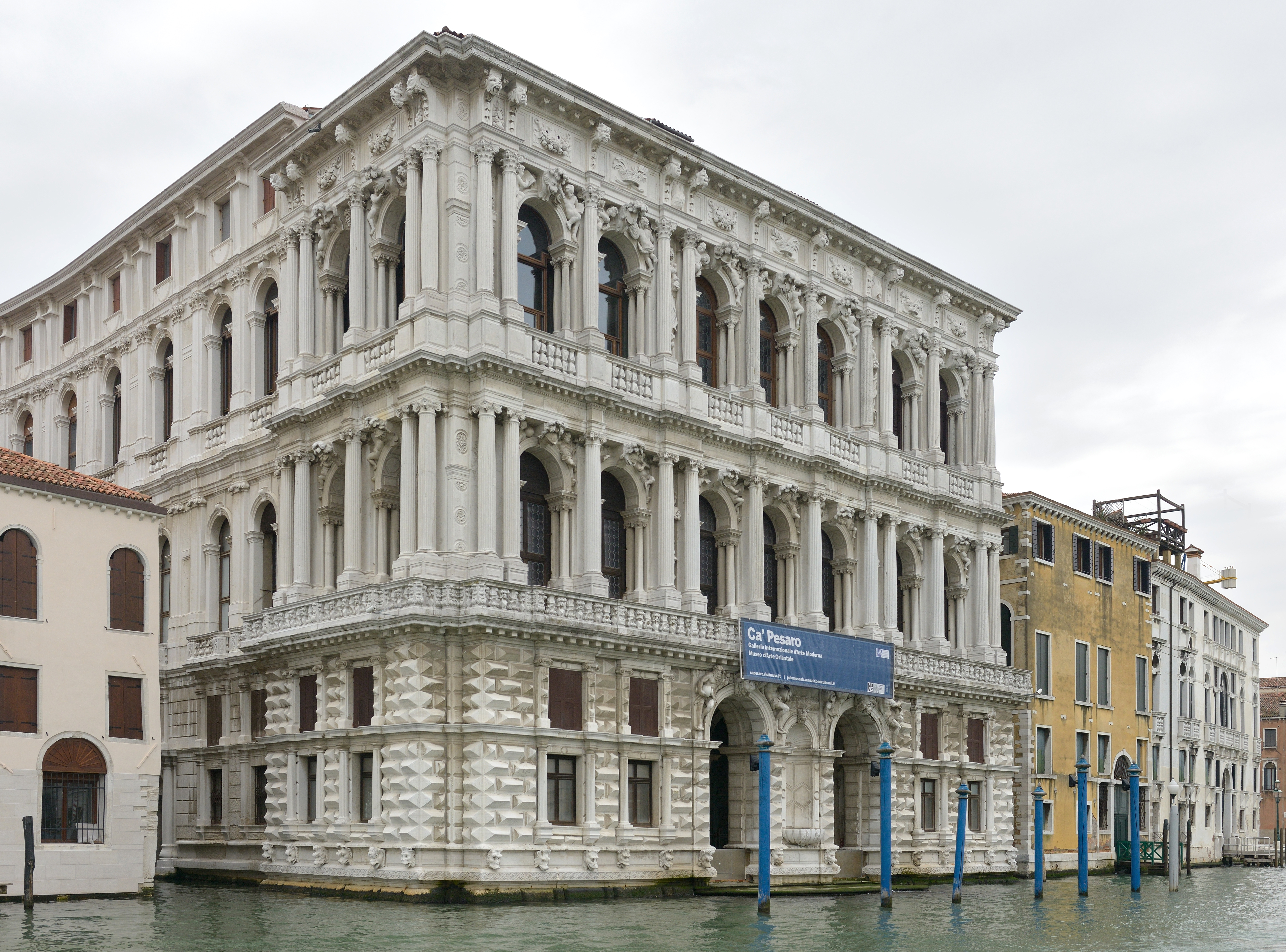
Fasada Ca’ Pesaro
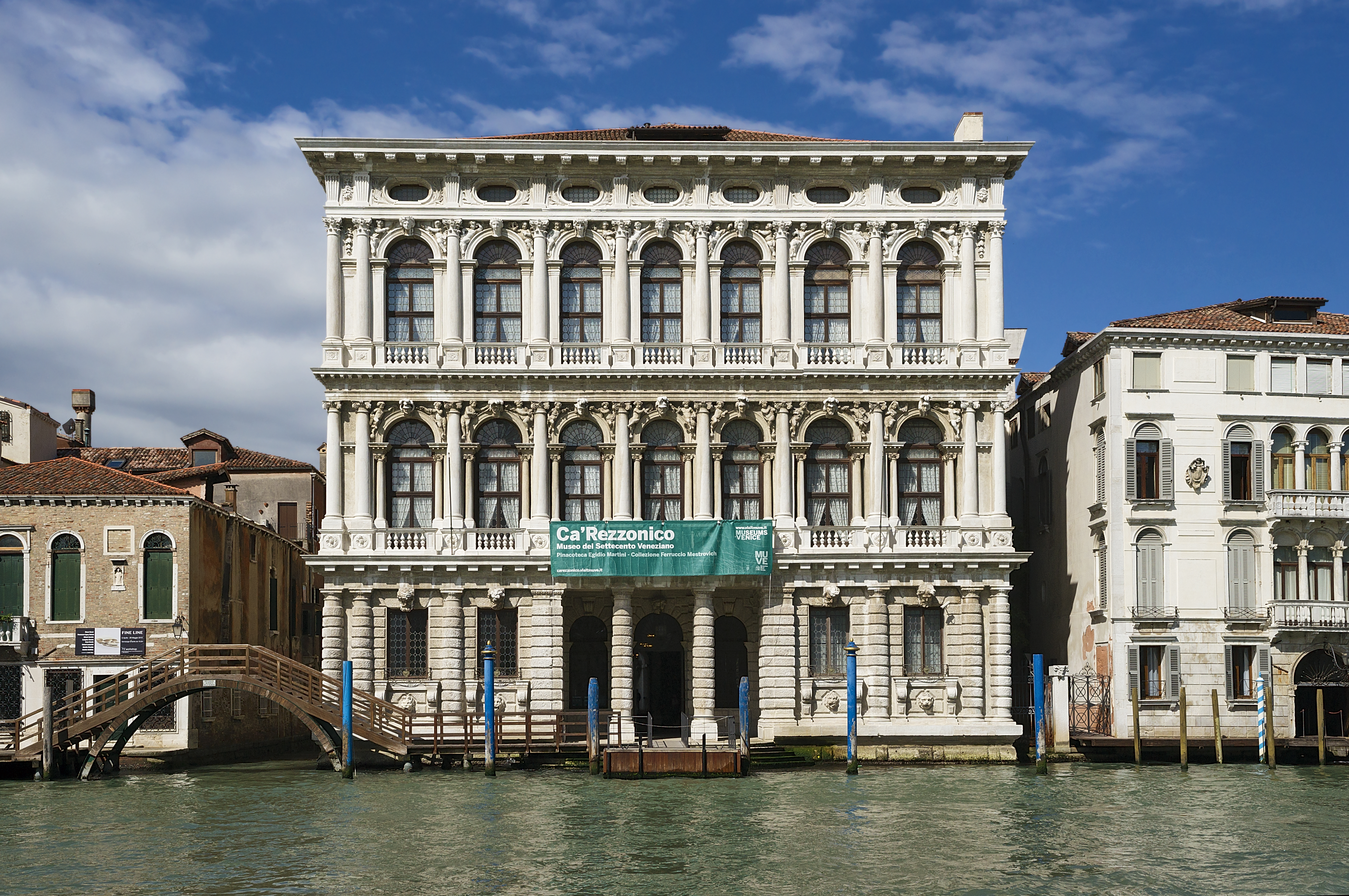
Fasada Ca’ Rezzonico

Fasada Bolinderska palatset jest bogato dekorowana jasnoszarym stiukiem; charakterystyczne są flankujące ją narożne wieżyczki, tzw. tourelles.
Część środkową budynku stanowi wąski ryzalit zwieńczony płaską attyką, którą pierwotnie zdobiły żeliwne urny. W ryzalit na pierwszym i drugim piętrze zostały wbudowane balkony; niższy z nich jest wsparty na czterech atlantach. Oba balkony są flankowane niszami, w których ustawiono alegoryczne rzeźby w formie kobiet, symbolizujące: Architekturę, Literaturę, Muzykę i Sztukę. Ponad nimi w okrągłych otworach umieszczono cztery wyobrażenia: Europy, Azji, Ameryki i Afryki w formie męskich popiersi. Rzeźby te, podobnie jak i całą dekorację rzeźbiarską wykonał przypuszczalnie Frithiof Kjellberg, który jest również twórcą fryzu na pobliskim budynku Jernkontoret, położonym przy parku Kungsträdgården.
Rzut poziomy Bolinderska palatset jest w kształcie litery T i zawiera część mieszkalną składającą się z dwóch reprezentacyjnych pięter po 13 pokoi każde, trzeciego piętra z 10 pokojami oraz czwartego piętra z attyką z 7 pomieszczeniami wykorzystywanymi jako galeria sztuki. Na parterze znajdują się lokale handlowe.
Fasada parteru jest bogato udekorowana rustyką w formie diamentów. Pomiędzy prostymi w formie oknami umieszczono polerowane, granitowe kolumny doryckie, które w mniejszej skali znalazły się również w narożnych wieżyczkach budynku jako element podziału międzyokiennego. W jednym z lokali sklepowych Bolinders Mekaniska Verkstad prowadził działalność handlową, podczas gdy w drugim mieściła się słynna w swoim czasie kawiarnia Indiska Caféet, urządzona na sposób orientalny według projektu architekta Ture Stenberga. Również fabryka porcelany Rörstrand miała przez pewien czas swój sklep na parterze Bolinderska palatset.
Dwa duże reprezentacyjne piętra są wyraźnie zaznaczone w fasadzie w formie zbliżonej do loggii z kolumnami korynckimi pomiędzy wysokimi, zaokrąglonymi u góry oknami, w części dolnej udekorowanych niskimi balustradami. Piętro trzecie ma okna mniejsze, podwójne, również zaokrąglone u góry, połączone niskimi kolumienkami. Na piętrze drugim mieszkał właściciel budynku Jean Bolinder, pierwsze natomiast zajmował przemysłowiec Lars Olsson Smith, zwany „królem szwedzkiej wódki”.
Dekoracje wewnętrzne powierzono wybitnym artystom, m.in. młodemu malarzowi i architektowi wnętrz, Carlowi Larssonowi, który wykonał malowidła plafonowe wyobrażające Prawdę, Piękno i Dobroć. Za całość wystroju odpowiadał malarz-dekorator Svante Thulin, znany wcześniej z prac dekoratorskich w takich miastach jak Uppsala (budynek uniwersytetu) i Lund (budynek uniwersytetu i kościół Wszystkich Świętych).